# Хусейн Сирри-паша
Хусейн Сирри-паша (араб. حسين سري باشا‎; 1894, Британо-османский Египет — 1960) — египетский государственный деятель, премьер-министр Египта (1940—1942, 1949—1950 и 1952).

## Биография
Являлся членом Либеральной конституционалистской партии, из которой впоследствии вышел. 
Впервые занимал пост премьер-министра и министра иностранных дел Египта в 1940—1942 годах после скоропостижной смерти Хасана Сабри-паши. Выступал за тесное сотрудничество с Великобританией, но не стал вступать в войну с Третьим рейхом, на чем настаивали британцы. После переворота аль-Гайлани в Ираке и британской интервенции в эту страну кабинет Сирри-паши развернули репрессии в отношении антибританских сил в Египте, из Каира были высланы бывший премьер-министр Али Махир и лидеры «братьев-мусульман» во главе с Хасаном аль-Банна. Руководство националистической Национально-исламской партии было арестовано.
Однако в ходе студенческой демонстрации в Каире состоявшейся 1 февраля 1942 года египетский премьер выразил восхищение Эрвином Роммелем и выступил против разрыва дипломатических отношений с коллаборационистским французским Режимом Виши. В результате посол Великобритании потребовал от короля Фарука I отставки премьер-министра, который пошел на этот шаг после того как британские войска окружили его резиденцию.
В 1946 году был членом египетской делегации на переговорах с Великобританией о пересмотре англо-египетского договора 1936 года.
В 1949—1950 годах — премьер-министр Египта, ушел в отставку после победы на парламентских выборах оппозиционной партии Вафд. Его третий кабинет (1952), который был лишён парламентской поддержки и опирался только на короля Фарука, был смещен за один день до Июльской революции.